# Distretto di Rypin
Il distretto di Rypin (in polacco powiat rypiński) è un distretto polacco appartenente al voivodato della Cuiavia-Pomerania.

## Geografia antropica

### Suddivisioni amministrative
Il distretto comprende 6 comuni.
- Comuni urbani: Rypin
- Comuni rurali: Brzuze, Rogowo, Rypin, Skrwilno, Wąpielsk